# Amphicnemis platystyla
Amphicnemis platystyla – gatunek ważki z rodziny łątkowatych (Coenagrionidae). Występuje endemicznie w Indonezji.